# Celebration-Pass
Der Celebration-Pass ist ein Gebirgspass mit geringer Steigung, der nördlich des Mount Cyril den Beardmore-Gletscher mit dem Hood-Gletscher verbindet. 
Der Pass wurde erstmals Weihnachten 1959 durch Mitglieder der New Zealand Alpine Club Antarctic Expedition (1959–1960) begangen und nach den an diesem Tag stattgefundenen Festlichkeiten benannt.